# 베이강진

베이강 진의 위치

베이강진(한국어: 북항진, 중국어: 北港鎮, 병음: Běigǎng Zhèn)은 중화민국 윈린 현의 진이다. 넓이는 41.4999km2이고, 인구는 2015년 8월 기준으로 41,140명이다.

## 지리
베이강 진은 윈린 현의 남서쪽에 위치하고 동남쪽은 베이강시(北港渓)를 사이에 두고 자이 현 신강 향 및 류자오 향과 북서쪽은 수이린 향 및 위안창 향과 접하고 있다.

## 역사
베이강 진의 옛 이름은 분항(笨港)이다. 1683년(강희 22년)부터 복건 연해로부터 이민자가 이주했고 공관을 마련해 조세를 징수하게 되었다. 1731년(옹정 9년)에는 분항진승을 설치해 항구로 들어오는 선박을 관리하였다. 건륭 초년에는 이금국(釐金局)이 설치되면서 이 지역에 가(街)구가 설치되었다. 1893년(광서 23년)에 대중현 북항변무가 설치되는 등, 청대를 지나면서 번영한 지역이 되었다. 일본 통치 시대는 여러 차례의 행정개혁이 더해진 결과, 다이난 주 홋코 군 홋코 가가 되었지만, 2차 대전 후인 1946년 1월 19일에 폐지되어 대신해 타이난 현 베이강 구 베이강 진이 설치되었다. 1950년 10월의 지방 행정구 개혁과 함께 구가 폐지되면서 윈린 현에 속하게 되어 현재에 이르고 있다.